# Astragalus bylowae
Astragalus bylowae là một loài thực vật có hoa trong họ Đậu. Loài này được Elenevsky miêu tả khoa học đầu tiên.